# Comput digital

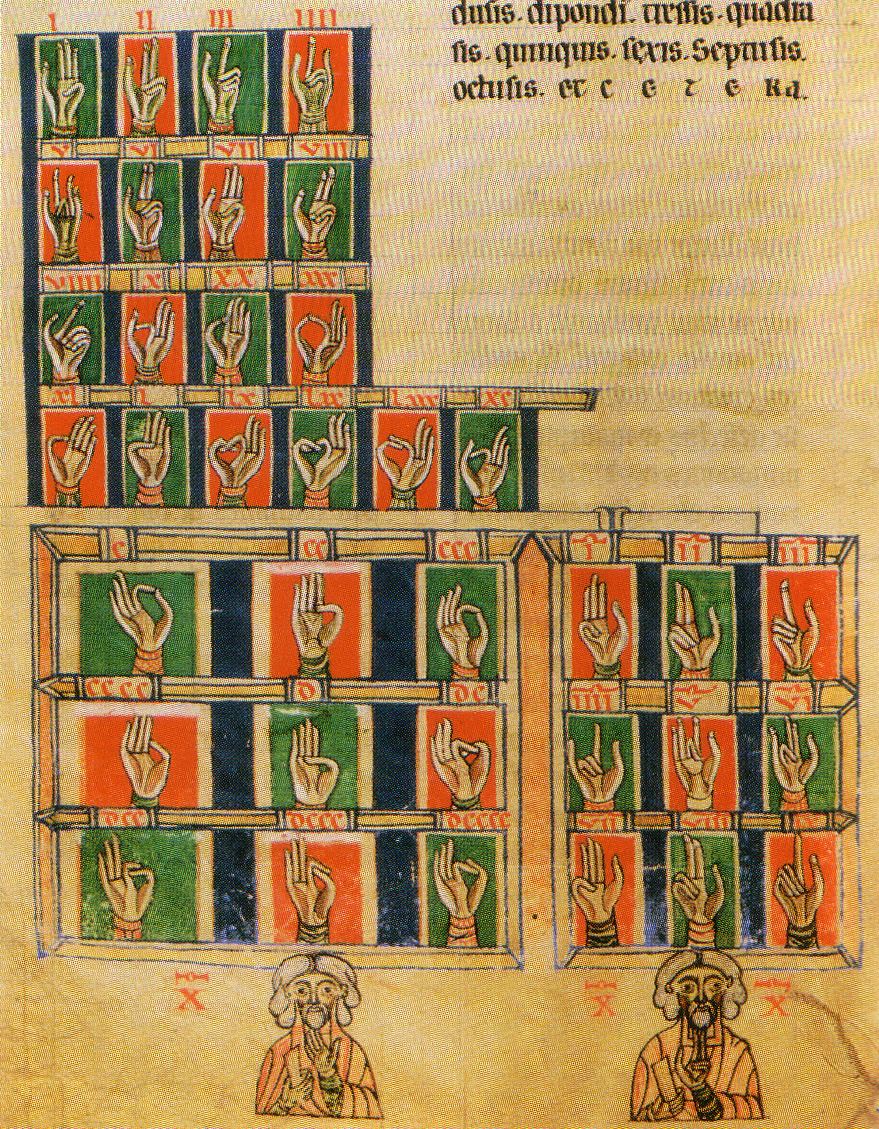
Exemple sur une copie du XIIIe siècle du De Numeris de Raban Maur.

Le comput digital est l'utilisation de moyens mnémotechniques à l'aide des doigts des deux mains, pour le calcul des fêtes mobiles de la religion chrétienne. Par extension, l'expression recouvre toutes sortes de calculs effectués à l'aide des mains. Cette technique remontant à l'Antiquité (on en retrouve la trace dans l'Évangile de vérité de Nag Hammadi) eut un grand succès dans les écoles au Moyen Âge.
C'est l'Anglo-Saxon Bède le Vénérable qui remet cette technique au goût du jour en Occident, comme en témoigne son traité De loquela per gestum digitorum. On en trouve également la description chez le Grec byzantin Rhabdas, l'Arabe Ibn Bundud ou le Perse Ali Yezdi. La technique, qui permet notamment de compter jusqu'au million (de 0 à 100 sur la main gauche, un chiffre par doigt et par phalange, au-delà de 100 sur la main droite) ou de retenir des notes de musique, reste très utilisée tout au long du Moyen Âge (on la retrouve par exemple chez Raban Maur, De numeris), jusqu'au XVe siècle.

### Bibliographie

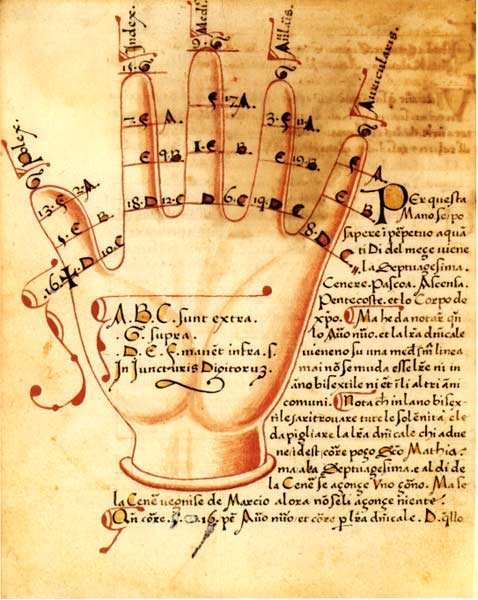
Comput digital, XVe siècle.